# سكوت واجستاف
سكوت واجستاف (بالإنجليزية: Scott Wagstaff)‏ هو لاعب كرة قدم بريطاني في مركز الوسط، ولد في 31 مارس 1990 في ميدستون في المملكة المتحدة. لعب مع تشارلتون أثلتيك ونادي بريستول سيتي ونادي بورنموث ونادي ليتون أورينت.

## وصلات خارجية
- سكوت واجستاف على موقع قاعدة بيانات كرة القدم.إي يو (الإنجليزية)
- سكوت واجستاف على موقع Soccerbase.com (لاعب) (الإنجليزية)